# Carnage (comics)
Pour les articles homonymes, voir Carnage.
Cletus Kasady, alias Carnage, est un super-vilain évoluant dans l'univers Marvel de la maison d'édition Marvel Comics. Créé par le scénariste David Michelinie et le dessinateur Mark Bagley, le personnage de fiction apparaît pour la première fois dans le comic book Amazing Spider-Man #361 en avril 1992.
Carnage appartient à la lignée des symbiotes. Alors que le premier d'entre eux, Venom, est considéré comme l'opposé sombre et brutal de Spider-Man, Carnage a été présenté comme une version beaucoup plus folle et sanguinaire, d'où sa couleur rouge.
À la différence de Venom — qui déteste Spider-Man mais qui se refuse à attaquer ceux qu'il juge innocents —, Carnage considère n'avoir qu'une seule fonction existentielle : tuer.

## Création du personnage
En créant Carnage, l'auteur David Michelinie souhaitait faire une version plus sombre de Venom. Sa première idée fut de faire mourir Eddie Brock, le porteur du symbiote de Venom, et de faire changer l'hôte. Cependant, Brock était un personnage extrêmement populaire, et l'auteur, s'attendant au mécontentement des fans, changea d'idée et décida de créer un nouveau symbiote avec un nouvel hôte, lequel serait un psychopathe sanguinaire qui, contrairement à Venom, n'aurait aucun sens de l'honneur. À cette fin, sa personnalité fut inspirée de celle du Joker, le célèbre adversaire de Batman.
Cette création séparée a permis du même coup de faire passer Venom de vilain à anti-héros, en le faisant s'allier à Spider-Man contre Carnage.

## Biographie du personnage

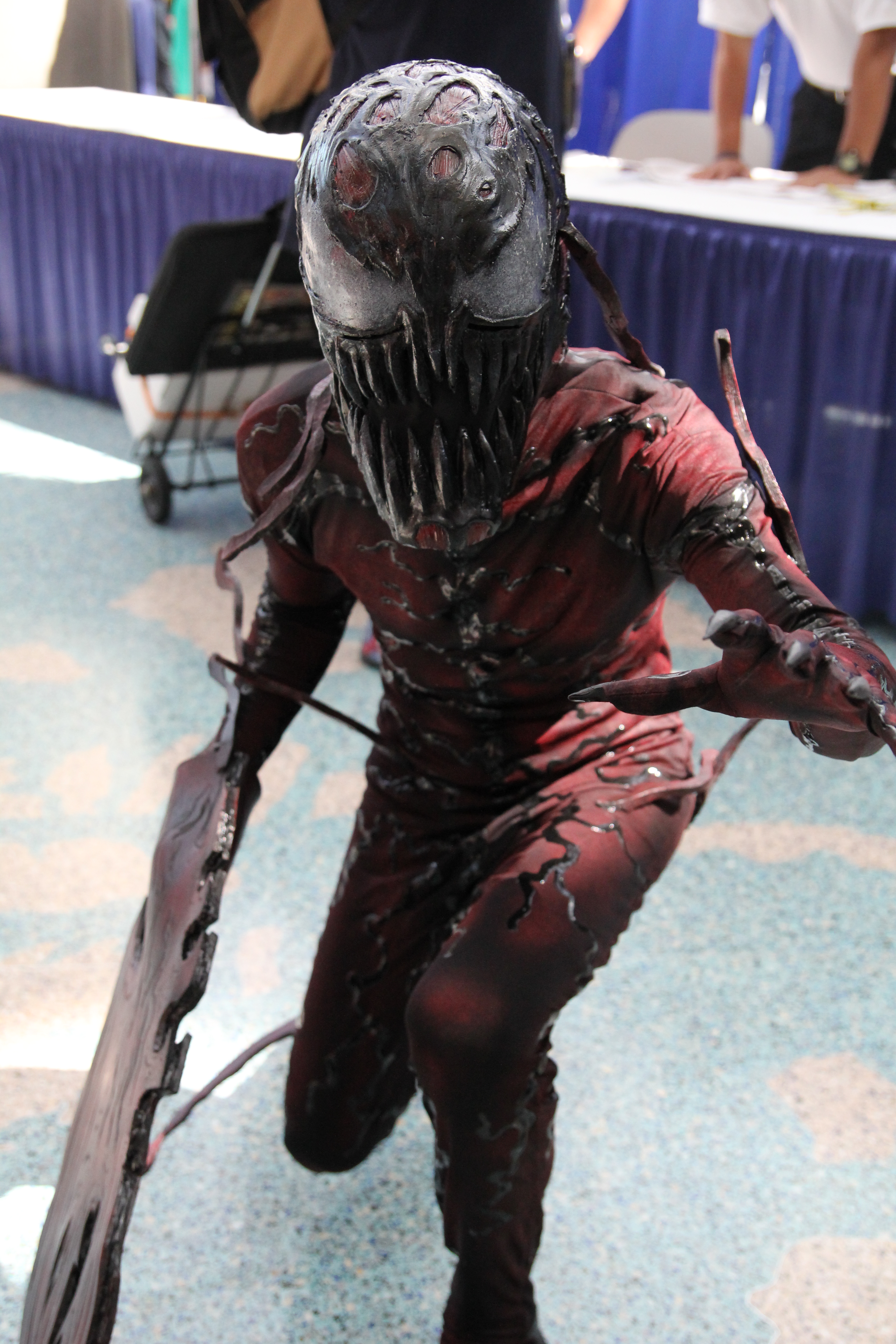
Cosplay de Carnage à la Wondercon de 2016.

### Origines
À l'origine, Cletus Kasady est un tueur en série âgé de moins de vingt ans. Il a déjà une douzaine de victimes sur sa liste. Il commet son premier meurtre à six ans, en tuant sa grand-mère en la poussant dans les escaliers pour vérifier si les êtres humains pouvaient voler. Plus tard, il tortura le chien de sa mère. Furieuse, cette dernière le battit, ce qui lui valut d'être assassinée par son mari. Il fut ensuite condamné à mort, Cletus ne plaidant pas en sa faveur lors du procès.
Après cela, Cletus fut envoyé à l'Orphelinat, où il devint vite la victime autant des élèves que des gardiens. Il se vengea par la suite en assassinant le Maître et en brûlant l'orphelinat.
Il mena ensuite une vie de tueur en série, assassinant multiples personnes sans raisons apparentes. Lorsqu'il fut finalement arrêté, il avait déjà plus d'une douzaine de meurtres à son actif.

### Parcours
En prison, Kasady partageait sa cellule avec Eddie Brock, alias Venom, le porteur du Symbiote issu du costume noir de Spider-Man. Leurs rapports étaient loin d'être bons, Brock se voulant une personne intègre protégeant les innocents, faisant de Kasady l'incarnation même de ce qu'il détestait. Durant leur captivité, le Symbiote retrouva Brock et refusionna avec lui, formant à nouveau Venom et lui permettant de s'évader.
En s'échappant, le symbiote de Venom donna naissance à un petit (la reproduction des Symbiotes est asexuée) qui resta et se mélangea au système sanguin de Kasady. Cela donna naissance à un nouveau personnage, tous deux formant Carnage. Considéré comme le rejeton de Venom, Carnage tue plusieurs innocents pour le plaisir, de façon souvent très barbare.
Spider-Man, qui enquêtait sur ces meurtres pensa d'abord au retour de Venom, qui s'est exilé sur une île. Mais, en trouvant Carnage celui-ci battit Spider-Man qui se retira de la bataille.
Avec l'aide de Johnny Storm (la Torche humaine), l'un des membres des Quatre Fantastiques, Spidey captura Venom et fit un marché avec lui : il l'aiderait à capturer Carnage et il laisserait le Symbiote tranquille.
Les deux ennemis-alliés partent alors à la poursuite de Carnage, qui a enlevé J.Jonah Jameson, le rédacteur du Daily Bugle. Kasady l’emmène et se cache dans les coulisses d'un concert de hard rock, à la suite d'un autre meurtre d'une fan. Spider-Man, avec l'aide d'un canon à ondes soniques, enlève le Symbiote de Carnage et de Venom (ce dernier en voulut encore plus à Spider-Man d'avoir trahi sa parole). Kasady s'évanouit et Venom se battit contre Spidey, mais Red Richards, le leader des Quatre Fantastiques l'arrêta.
Depuis, Venom et Carnage se sont souvent battus à plusieurs reprises, avec quelques rares collaborations. Récemment, ils se sont alliés temporairement pour tuer le fils de Carnage, Toxin.

### Mort
Lors de l'évasion provoquée par Electro, de nombreux super-vilains s'échappèrent et attaquèrent les quelques super-héros présents au Raft, pénitencier spécial. Dans le combat, Sentry s'envola dans l'espace avec Carnage et le déchira. On pense que le symbiote a été tué, mais on ignore si Kasady était dans le symbiote à ce moment. Étant donné que le symbiote a montré la capacité à se régénérer depuis son hôte, cela laisse la théorie de son retour assez ambigüe.
À la fin du film Venom: Let There Be Carnage, Carnage est dévoré par Venom, qui dit à Cletus Kasady : « Il n'était même pas bon ! », avant de le décapiter en lui arrachant la tête avec ses dents.

### Retour
Une nouvelle mini-série de cinq épisodes écrite par Zeb Wells et dessinée par Clayton Crain orchestre le retour de Carnage sur Terre.
Michael Hall, industriel rival de Tony Stark (Iron Man) a réussi à récupérer le symbiote en orbite et à mettre en culture des fragments de tissu du symbiote. Il s'en sert pour créer des prothèses réagissant à la pensée et créer des armures et exo-squelettes malléables à la volonté du porteur. C'est également le retour de Shriek vu dans Maximum Carnage. Carnage, Cletus Kasady et ses inventions échappent dramatiquement au contrôle de Michael Hall.
Il s'agit surtout d'une histoire introductive, puisque dans le cinquième et dernier numéro Carnage réussira à échapper à Spider-Man et Iron Man en promettant de revenir.
Cette mini-série voit également l'apparition d'un nouveau symbiote, issu de la reproduction asexuée de Carnage. Ce nouveau symbiote rejette Shriek qui désirait pourtant en être l'hôte, pour se lier au docteur Tanis Nieves, psychiatre de Shriek. Ce nouveau symbiote se fait appeler Scorn.
Une nouvelle mini-série débute en juillet 2013, Superior Carnage.

## Aspect du symbiote
Comme tous les symbiotes, le symbiote de Carnage forme autour de Kasady un « costume » vivant qui lui confère ses capacités. À la différence du costume de Venom, celui de Carnage est de couleur rouge, et n'augmente en rien la musculature de Kassady (bien qu'il augmente tout de même sa force). Tous les côtés du costume sont couverts de filaments tentacules, qui peuvent agir comme autant de membres. Comme pour Venom, le visage possède des "lentilles" blanches sur les yeux et une bouche pleine de crocs acérés. Contrairement à Venom, Carnage n'a pas le motif en forme d'araignée sur le torse.
Dans le film Venom: Let There Be Carnage, il dispose également de tentacules qui lui sortent du dos et il peut générer des armes, qui en plus que des épées, peuvent aussi prendre la forme de projectiles épineux. Sa couleur rouge vient du fait que Carnage a été généré à partir du sang d'Eddie que Kasady a obtenu en le mordant.

## Pouvoirs et capacités
Carnage est souvent considéré comme l'un des plus puissants symbiotes de l'univers Marvel ; ses statistiques officielles lui confèrent une puissance supérieure à celle de Venom et légèrement moins élevée que celle de Toxin.
- Carnage possède des réflexes surhumains et détient une force supérieure à celles de Spider-Man et Venom réunies ; il peut ainsi soulever (ou exercer une pression équivalente à) 80 tonnes.
- Tout comme Venom, il peut escalader n'importe quelle surface, se régénérer et échapper au « sens d'araignée » de Spider-Man. Il pouvait aussi échapper à la faculté de Venom de traquer les autres symbiotes et leurs hôtes.
- Il peut modifier son apparence physique pour imiter celle d'une autre personne.
- Tout comme Venom — dont le costume est une masse définie une fois qu'elle est sur son hôte —, il peut modifier et prolonger la forme de son symbiote à volonté, ce qui lui permet de projeter des tentacules semblables à des fils depuis l'ensemble de son corps (qui remplacent les toiles de Spider-Man et de Venom), pouvant également percer les autres êtres vivants, ou encore former depuis son symbiote des armes (comme des haches ou des épées).
- Il est capable de voir par l'intermédiaire de toutes les parties de son corps, les tentacules transmettant les informations visuelles à Kasady. Ce dernier est aussi immunisé contre les maladies terrestres, comme le cancer, dès lors qu'il est lié à son symbiote.

Comme tous les symbiotes, Carnage est vulnérable aux vibrations soniques et au feu. Cependant, il a plus tard obtenu une résistance aux vibrations soniques.

## Versions alternatives

### Exiles
Sur la Terre-15, Peter Parker est psychotique et possède le symbiote Carnage. Il devient membre de Weapon X dans Les Exilés.

### Ultimate Carnage
À l'instar de Venom et Eddie Brock, Carnage apparaît également dans Ultimate Spider-Man. À la suite d'un combat de Peter Parker contre un super-vilain, et où ce dernier parvient à lui entailler le ventre, Spidey se rend chez le Dr Conners pour qu'il soigne sa blessure. Il s'en sort indemne, mais le Dr Conners avait gardé un peu de son sang dans lequel il y avait un peu du symbiote constituant le costume contre le cancer (autrement dit constituant Venom). Il le range dans une grosse éprouvette remplie d'eau et pendant ce temps, sans qu'il ne s'en rende compte, la Forme de Vie Vampirique se forme... Carnage (qui est finalement une sorte de « clone symbiotique » de Spider-Man). Une fois assez fort, il s'échappe.
Il consommera l'énergie vitale d'un policier et d'un couple de jeunes passants (car ce Carnage-là a besoin de se nourrir « de la vie » des gens sous peine de mourir) avant de se rappeler tout ce que connaissait Peter, pour trouver quelqu'un à qui absorber l'énergie vitale. Son choix se tourna vers Gwen Stacy et réussit malheureusement à la tuer. Peter apprend sa mort et Carnage vient à lui. Ils se battent jusqu'à ce que Peter l'entraîne dans un incinérateur où il meurt incinéré.
Carnage revient plus tard, où il parasite le corps du clone de Gwen Stacy qui peut se transformer en monstre lorsque Peter est en danger, en effet le lien entre le monstre et Peter combiné à l’amour fraternel de Gwen envers lui a créé un désir intense à la créature de vouloir protéger Peter. La créature croise la route de Venom et l’affronte, mais est absorbé par ce dernier, débarrassant ainsi Gwen de Carnage.

## Apparitions dans d'autres médias

### Cinéma

#### Venom(2018)
Pour la première fois au cinéma, le personnage apparaît dans la scène post-générique de Venom (2018) de Ruben Fleischer. Interprété par Woody Harrelson, Cletus Kasady est détenu dans la prison d'État de San Quentin et se fait interviewer par Eddie Brock, qui est habité par Venom. En effet, le gouvernement américain veut profiter du fait que Kasady accepte de parler à quelqu'un de l'extérieur pour permettre d'identifier de nouvelles potentielles victimes. Dès qu'Eddie est bien face à lui, Cletus lui annonce : « Je vais sortir d'ici, et quand je vais sortir d'ici, ça va être un carnage ».

#### Venom: Let There be Carnage(2021)
Il réapparait dans la suite en tant qu'antagoniste principal. Dans le film, il est accompagné par une autre super-villaine, Shriek, qui est interprétée par Naomie Harris.
Au début du film, Cletus Kasady reçoit une nouvelle visite d'Eddie, à qui le tueur en série dévoile (indirectement) des indices que Venom déchiffre, ce qui permet au journaliste de retrouver les corps de nouvelles victimes de Cletus, enterrées à Rodeo Beach. Quelques jours plus tard, Cletus écrit une lettre à Eddie dans laquelle il lui annonce qu'il va être exécuté par injection létale et lui raconte sa vie : il a failli mourir à la naissance mais son cœur a été redémarré. Plus tard, il a poussé sa grand-mère dans les escaliers, la tuant par pure méchanceté avant de jeter un sèche-cheveux dans la douche de sa mère qui meurt électrocutée, ce qui lui a valu d’être battu par son père. Cletus sera ensuite envoyé au St. Estes Home for Unwanted Children, une pension dans laquelle il fut victime de ses camarades et où il a rencontré Frances Barrison, une autre pensionnaire capable de générer des ultrasons en criant, qui l'a protégé de ses bourreaux. Les deux amis devenus amants seront néanmoins séparés contre leur gré et, devenu adulte, Cletus a commencé alors une vie de tueur en série avant son arrestation.
Lors d'une dernière visite avant l'exécution, Cletus provoque Eddie ce qui énerve Venom. Ce dernier attaque alors Cletus, qui mord Eddie pour se défendre. Eddie calme Venom et s’en va, tandis que Cletus ingère la goutte de sang d’Eddie qu’il a sur le doigt et déclare au journaliste que son sang est mauvais. Quand l'exécution a lieu, son sang infecté par une partie du symbiote d’Eddie Brock empêche le liquide de l'injection létale de pénétrer dans son corps. C'est ainsi que Carnage voit le jour. Il s’évade en libérant les prisonniers, ce qui crée une émeute générale, dévorant au passage les surveillants et le directeur de la prison en chantant qu’il avait « un goût de porc », avant d'ôter la vie à des civils pour se procurer de nouveaux vêtements ainsi qu'une voiture. Se présentant à son hôte, Carnage lui révèle qu'il souhaite détruire Venom afin de devenir invincible. Sachant qu'il lui suffit de retrouver Eddie pour accéder à la demande du symbiote, Cletus accepte mais souhaite d'abord retrouver Frances, l'amour de sa vie. Il parvient à localiser l'établissement où Frances vit depuis leur séparation et l'aide à s'en évader. Cela fait non sans mal, les pouvoirs de Frances étant la faiblesse de Carnage, le couple détruit et incendie le St. Estes Home for Unwanted Children, laissé à l'abandon depuis des années et ils décident de se marier avec comme "témoins" leurs cibles respectives : Eddie pour Cletus et Carnage et le détective Patrick Mulligan pour Frances (celui qui l'a accidentellement éborgnée lors de son transfert).
Carnage capture Mulligan, tandis que Frances décide d'utiliser Ann Weyning, l'ex-fiancée d’Eddie Brock, comme appât pour attirer le journaliste et son symbiote. Ces derniers se rendent à la cathédrale en chantier où Cletus et Frances célèbrent leur mariage. Venom, dans un premier temps, prend peur face au symbiote rouge mais se résout à l'affronter. Le combat n'est pas à son avantage, Venom n'étant pas de taille contre son "fils", trop puissant et redoutable (qui va même jusqu'à dévorer un prêtre, pris en otage pour le mariage), mais il se rend compte que Cletus et son hôte n'ont pas réussi leur symbiose (équilibre entre le symbiote et son hôte) car Carnage veut tuer Frances à cause des ultrasons malgré les interdictions de Cletus. Cela permet à Venom de reprendre le contrôle de la situation, en envoyant Shriek contre la cloche de l'édifice, créant ainsi des ultrasons qui permettent de séparer définitivement Cletus de Carnage.
Venom dévore ensuite le symbiote Carnage en déclarant qu’il n’était même pas bon, puis il saisit Cletus. Eddie se révèle alors et Cletus lui apprend qu’il souhaitait juste son amitié. Eddie s’excuse et cède le contrôle à Venom qui dévore aussitôt la tête de l'antagoniste.

### Série animée de 1990
Carnage apparaît dans le dernier arc de la série Spider-Man, l'homme-araignée des années 1990. Ses origines diffèrent du comics.
Cletus Kassady était un tueur en série qui a été arrêté par Spider-Man et s'est retrouvé à l'Asile Ravencroft, à côté de la cellule d'Eddie Brock, les deux ont commencé à se détester. Un jour, une femme vient rendre visite à Eddie, et cette dernière se révéla possédée par le symbiote, de retour sur Terre. Eddie fusionne à nouveau avec la créature, redevient Venom et s'évade de l'asile sous les yeux de Cletus, qui en devient jaloux. Par la suite, il reçoit la visite d'un homme lui aussi possédé par un symbiote et le baron Mordo apparait devant Cletus. Ce dernier lui dit qu'il avait entendu son souhait et a amené le deuxième symbiote qui s'avère être la progéniture de Venom. Il lui offre ce nouveau symbiote en échange de sa loyauté à Dormammu. Cletus accepte sans hésiter et devient Carnage.
En raison de la censure, le personnage n'a pas été autorisé à tuer des gens dans cette série : à la place, il se contente d'absorber l'énergie vitale, les laissant dans un état comateux dont ils peuvent éventuellement être tirés.

### Spectacular Spider-Man
Cletus Kasady fait une très brève apparition dans Spectacular Spider-Man en tant que patient d'un asile. On ignore encore s'il s'agit d'une simple référence ou si Carnage était destiné à faire une apparition dans la saison 3, à cause de l'annulation de la série, nous ne le saurons jamais.

### Ultimate Spider-Man
Carnage apparaît dans la saison 2 de Ultimate Spider-Man. Contrairement au comics, il s'agit en réalité de Peter Parker transformé en monstre incontrôlable par une nouvelle version du symbiote créé par le Bouffon Vert. Ce nouveau symbiote se détachera de son hôte et s'accrochera à Harry Osborn qui deviendra par la suite Venom. Dans la saison 4, Morbius aidé du Dr Octopus crée une nouvelle version de Carnage à partir du symbiote Venom et du symbiote Anti-Venom, son premier hôte sera Octopus avant d'être forcé à se séparer de lui, ce Carnage se révèle être autonome et n'a pas besoin d'hôte cependant il parasitera tout New York, transformant ses habitants en Carnage, il sera vaincu par Anti-Venom mais prendra Mary Jane comme hôte la transformant en Reine Carnage. Peter, Flash et Harry parviennent toutefois à raisonner MJ qui reprend le contrôle et détruit le symbiote. Néanmoins une part de Carnage reste présente dans le corps de Mary Jane, mais elle parviendra à le maîtriser et deviendra Spider-Woman.

### Jeux vidéo
Carnage est présent dans les jeux vidéo suivants :
- Spider-Man & Venom: Maximum Carnage (1994)
- Spider-Man (2000) en tant qu'un des derniers boss du jeu. Il périt lors de la destruction du repaire de son associé qui se révèle être le Docteur Octopus.
- Ultimate Spider-Man (2005) en tant qu'un des derniers boss du jeu. On le combat en tant que Venom.
- Lego Marvel Super Heroes (2013), personnage débloquable et contrôlable dans le jeu.
- Lego Marvel Super Heroes 2 (2017), personnage débloquable et contrôlable dans le jeu.
- Spider-Man : Dimensions (2010), on le combat en tant que Ultimate Spider-Man.
- The Amazing Spider-Man 2 (2014) en tant que boss final.
- Fortnite Battle Royale (2021), en tant que costume en contenu téléchargeable, Chapitre 2 - Saison 8.
- Marvel's Spider-Man 2 (2023), dans ce jeu, Cletus Kasady fait l'objet d'une mission annexe. Il est le gourou du Culte de la Flamme cherchant à exécuter "L'Heure Écarlate" et est pourchassé par Yuri Watanabe (devenue le Spectre). Son objectif était de faire brûler Brooklyn, au moyen d'explosifs et d'un train détourné d'Oscorp. Bien que Spider-Man empêche cela, il découvre que le véritable objectif de Cletus était de s'approprier un symbiote qui était contenu dans le train. Dès lors qu'il s'en saisit, le parasite vire au rouge écarlate, et Cletus termine sa prophétie par ces mots "Et quand sonnera l'Heure Écarlate sur cette Terre, elle apportera la vérité, le jugement et le carnage." Il prend ensuite la fuite après avoir aspergé Spider-Man d'essence et mit le feu, l'homme araignée ne devra son salut que par l'intervention de Yuri.